# 西小门教会
西小门教会（韓語：서소문교회），是韓國一个长老会教堂，位于首尔特別市中区西小门洞。

## 历史
该堂创建于1946年，创立者金东哲牧师是来自北韩的难民。1950年在朝鲜战争汉城失陷期间，他拒绝前往南方避难，被北韩军队杀害。
70年来，这座教堂在首尔市中心的中央商务区不断发展壮大，经历了重大的改变。现在，李京华牧师为这座教堂的主任牧师。